# Тајна нечисте крви
Тајна нечисте крви српска је драмска телевизијска серија базирана на романима Нечиста крв и Коштана Борисава Станковића. Сценариста и продуцент серије је Стојан Стојчић. Серија садржи делове филма Нечиста крв.
Иако снимљена деведесетих, серија је приказана тек 2012. године. Разлог неемитовања серије није познат, међутим у јавности се наводи да је Жељко Ражнатовић Аркан забранио њено емитовање, због провокативних сцена његове супруге, Светлане Ражнатовић.

## Радња
Радња серије прати вредности карактеристичне за југ Србије непосредно пред ослобођење од Турака, са дешавањима током 19. века. Садржи причу о врањанским лепотицама, пропадању хаџијског света, патријархалном свету као и најдубљим понорима мисли човека.

## Улоге
| Глумац              | Улога         |
| ------------------- | ------------- |
| Маја Стојановић     | Софка         |
| Светлана Величковић | Коштана       |
| Раде Шербеџија      | Марко         |
| Мето Јовановски     | Агим          |
| Љуба Тадић          | Ефенди Мита   |
| Филип Гајић         | Томча         |
| Богољуб Петровић    | Арса          |
| Тзветана Манева     | Софкина мајка |
| Душица Жегарац      | Стана         |
| Матеја Јуришчек     | Томча, дечак  |
| Кирил Поп Христов   | Младић        |
| Неда Арнерић        | Биљарица      |
| Слободан Ћустић     | Неми слуга    |
| Ненад Нединић       | Келнер        |
| Јован Станојковић   | Митар         |
| Борјана Јанкиева    | Софија        |
| Петар Анев          | Поп           |
| Србољуб Аритоновић  | Коцкар 1      |
| Ирена Билић         |               |
| Георги Георгиевски  |               |

Остале улоге  ▼
| Глумац                | Улога          |
| --------------------- | -------------- |
| Горан Јовановски      | Кепец          |
| Ненад Крстић          |                |
| Екрем Мамутовић       | Трубач музичар |
| Сеад Мемић Вајта      | Певач          |
| Томислав Михајловић   | Деда           |
| Србољуб Митић         |                |
| Јордан Мутафов        |                |
| Драган Павловић       |                |
| Ана Радивојевић       | Девојка        |
| Љиља Радивојевић      |                |
| Раде Радивојевић      | Турчин         |
| Драгољуб Силистаревић |                |
| Стојан Стаменковић    |                |
| Добривоје Станчић     | Јусуф          |
| Драган Станковић      | Коцкар 2       |
| Драгана Станковић     | Мала Софија    |
| Стојан Стојчић        | Газда кафане   |
| Нинослав Трајковић    |                |